# 도원초등학교 선남동부분교
도원초등학교 선남동부분교는 대한민국 경상북도 성주군에 있었던 공립 초등학교이다.

## 학교 연혁
- 1935년 7월 22일: 선남공립보통학교 부설 용신간이학교 개교
- 1985년 3월 1일 분교장 격하
- 2017년 3월 1일: 소규모학교 통폐합에 따른 폐교[1]

## 참고 자료
- 도원초등학교선남동부분교장 - 한국교육학술정보원 학교알리미